# (3153) Lincoln
(3153) Lincoln est un astéroïde de la ceinture principale.

## Description
(3153) Lincoln est un astéroïde de la ceinture principale. Il fut découvert le 28 septembre 1984 à la station Anderson Mesa par Brian A. Skiff. Il présente une orbite caractérisée par un demi-grand axe de 2,42 UA, une excentricité de 0,13 et une inclinaison de 7,7° par rapport à l'écliptique.

## Compléments